# Supercupa Europei 2001
Super Europei 2001 a fost un meci de fotbal din 2001 între Bayern München și Liverpool.

## Detalii
| Bayern München               | 2 – 3     | Liverpool                     |
| ---------------------------- | --------- | ----------------------------- |
| Salihamidžić 57' Jancker 82' | (Cronică) | Riise 23' Heskey 45' Owen 46' |

| Bayern Munich | Liverpool |

| BAYERN MUNICH: |    |                    |  |     |
| |    |                    |  |     |
| GK | 1  | Oliver Kahn (c)    |  |     |
| RB | 2  | Willy Sagnol       |  |     |
| CB | 6  | Pablo Thiam        |  |     |
| CB | 12 | Robert Kovač       |  |     |
| CB | 25 | Thomas Linke       |  |     |
| LB | 3  | Bixente Lizarazu   |  |     |
| CM | 10 | Ciriaco Sforza     |  | 66' |
| CM | 20 | Hasan Salihamidžić |  | 72' |
| CM | 23 | Owen Hargreaves    |  |     |
| CF | 9  | Giovane Elber      |  |     |
| CF | 14 | Claudio Pizarro    |  | 66' |
| Rezerve: |    |                    |  |     |
| GK | 22 | Bernd Dreher       |  |     |
| DF | 4  | Samuel Kuffour     |  |     |
| MF | 8  | Niko Kovač         |  | 66' |
| MF | 17 | Thorsten Fink      |  |     |
| FW | 19 | Carsten Jancker    |  | 66' |
| FW | 21 | Alexander Zickler  |  |     |
| FW | 24 | Roque Santa Cruz   |  | 72' |
| Antrenor: |    |                    |  |     |
| Ottmar Hitzfeld Man of the Match: Michael Owen (Liverpool) Assistant referees: Carlos Manuel Ferreira Matos Jose Manuel Silva Cardinal Fourth official: Antonio Manuel Almeida Costa |    |                    |  |     |

| LIVERPOOL:      |    |                   |     |     |
|                 |    |                   |     |     |
| GK              | 1  | Sander Westerveld |     |     |
| RB              | 6  | Markus Babbel     |     |     |
| CB              | 2  | Stéphane Henchoz  |     |     |
| CB              | 4  | Sami Hyypiä       |     |     |
| LB              | 23 | Jamie Carragher   |     |     |
| RM              | 17 | Steven Gerrard    |     | 66' |
| CM              | 21 | Gary McAllister   |     |     |
| CM              | 16 | Dietmar Hamann    | 14' |     |
| LM              | 18 | John Arne Riise   |     | 70' |
| CF              | 8  | Emile Heskey      |     |     |
| CF              | 10 | Michael Owen      |     | 83' |
| Rezerve:        |    |                   |     |     |
| GK              | 19 | Pegguy Arphexad   |     |     |
| DF              | 27 | Grégory Vignal    |     |     |
| MF              | 11 | Jamie Redknapp    |     |     |
| MF              | 13 | Danny Murphy      |     | 70' |
| MF              | 25 | Igor Bišcan       |     | 66' |
| FW              | 9  | Robbie Fowler     |     | 83' |
| FW              | 37 | Jari Litmanen     |     |     |
| Antrenor:       |    |                   |     |     |
| Gérard Houllier |    |                   |     |     |

| Supercupa Europei 2001    |
| ------------------------- |
| Anglia                    |
| Liverpool Al doilea titlu |